# کن فنکات
کن فنکات (انگلیسی: Ken Fencott؛ زادهٔ ۲۷ دسامبر ۱۹۴۳) بازیکن فوتبال اهل بریتانیا است.
از باشگاه‌هایی که در آن بازی کرده‌است می‌توان به باشگاه فوتبال لینکولن سیتی، باشگاه فوتبال تاموورث و باشگاه فوتبال استون ویلا اشاره کرد.